# Кирил Јерусалимски
Свети Кирил је био архиепископ јерусалимски. 
Рођен је у Јерусалиму за време владавине Константина Великог, (315—386.) а умро је за време владавине Теодосија Великог. Године 346, посвећен је за свештеника, а 350. је наследио на престолу јерусалимском блаженог Максима патријарха. Трипут је збациван с престола и слат у прогонство, док најзад у време Теодосијево није враћен, па је проживив мирно још осам година. Имао је две тешке борбе: једну с аријевцима, под Констанцијем, сином Константиновим, а другу под Јулијаном Одступником и са Јеврејима. Хришћани верују да се у време силе аријевске на Дан Педесетнице појавило знамење Крста, светлије од сунца, које се простирало изнад Јерусалима и Горе Јелеонске, и трајало неколико часова почев од деветога часа изјутра. О тој појави, која је, према хришћанском веровању, била виђена од свих житеља Јерусалима, писано је и цару Констанцију, и она је служила много на утврђењу православља против оних које су сматрали јеретицима. За време владавине Јулијана Одступника десило се, према хришћанском веровању, друго знамење. Да би понизио хришћанство, Јулијан је наговорио Јевреје да обнове храм Соломонов. Кирил се молио Богу да се то не деси. И десио се, према хришћанском веровању, страшан земљотрес, који је порушио све што је изнова сазидано. Тада су Јевреји почели поново, али опет се догодио земљотрес, који је срушио не само новосазидано него извалио и растурио и старо камење које се још држало под земљом. Од многих његових списа сачувана је његова катихетика, дело које потврђује веру и праксу православља до дана данашњега. Овај светитељ је, према хришћанском веровању, био необичан архипастир и велики подвижник. Био је кротак, смеран, сав испоштен и у лицу блед.
Српска православна црква слави га 18. марта по црквеном, а 31. марта по грегоријанском календару.